# بخش کانپور ناگار
بخش کانپور ناگار (به انگلیسی: Kanpur Nagar district) یک منطقهٔ مسکونی در هند است که در بخش کانپور واقع شده‌است. بخش کانپور ناگار ۳٬۱۵۵ کیلومتر مربع مساحت و ۴٬۵۸۱٬۲۶۸ نفر جمعیت دارد.